# Tony Watson
Anthony Michael Watson (ur. 30 maja 1985) – amerykański baseballista występujący na pozycji miotacza (relief pitchera) w San Francisco Giants.

## Przebieg kariery
Watson studiował na University of Nebraska w Lincoln, gdzie w latach 2005–2007 grał w drużynie uniwersyteckiej Nebraska Cornhuskers. W czerwcu 2007 został wybrany w dziewiątej rundzie draftu MLB przez Pittsburgh Pirates i początkowo występował w klubach farmerskich tego zespołu, między innymi w Indianapolis Indians, reprezentującym poziom Triple-A. W Major League Baseball zadebiutował 8 czerwca 2011 w meczu przeciwko Arizona Diamondbacks. 20 sierpnia 2011 w meczu z Cincinnati Reds zanotował pierwsze zwycięstwo w MLB.
26 maja 2014 w spotkaniu z New York Mets zaliczył pierwsze odbicie w MLB. W lipcu 2014 został wybrany do Meczu Gwiazd.
31 lipca 2017 w ramach wymiany zawodników przeszedł do Los Angeles Dodgers. 19 lutego 2018 podpisał dwuletni z opcją przedłużenia o rok kontrakt z San Francisco Giants.

## Nagrody i wyróżnienia
| Nagroda/wyróżnienie | Lata | Źródło |
| All-Star            | 2014 | [ 6 ]  |